# Cyrtochilum ligulatum
Cyrtochilum ligulatum är en orkidéart som först beskrevs av Hipólito Ruiz López och Pav., och fick sitt nu gällande namn av Rudolf Mansfeld och Stig Dalström. Cyrtochilum ligulatum ingår i släktet Cyrtochilum, och familjen orkidéer.
Artens utbredningsområde är Peru. Inga underarter finns listade i Catalogue of Life.